# یوآنیس فتفاتزیدیس
یوآنیس فتفاتزیدیس (به یونانی: Γιάννης Φετφατζίδης) (زادهٔ ۲۱ دسامبر ۱۹۹۰) بازیکن فوتبال اهل یونان است.
وی برای تیم ملی یونان ۱۳ بازی انجام داده و ۳ گل به ثمر رسانده‌است. پست تخصصی این بازیکن نیز، هافبک است.